# Vlady Kociancich
Vlady Kociancich (* 1941 in Buenos Aires; † 25. März 2022 ebenda) war eine argentinische Redakteurin, Schriftstellerin und Übersetzerin. 
Kociancichs erste literarische Versuche reichen zurück in ihre Jugend. Während ihres Studiums an der Universidad de Buenos Aires lernte sie Jorge Luis Borges kennen, der sie in ihrem schriftstellerischen Schaffen bestärkte und auch förderte. 
Zwischen 1972 und 1979 leitete sie eine Fachzeitschrift der argentinischen Tourismusbehörde. Als sie den Erfolg ihres schriftstellerischen Debüts wiederholen konnte, legte sie in den 80er Jahren alle Ämter nieder und widmete sich nur noch ihrem literarischen Schaffen. 
1994 gewann der Schriftsteller Adolfo Bioy Casares Kociancich als Interpretin und so gab sie als Gastdozentin an der Universität Complutense Madrid in einem Zyklus von Vorlesungen Einblick in dessen Werk.  
Konciancich lebte als freie Schriftstellerin in ihrer Heimatstadt Buenos Aires, wo sie im März 2022 auch starb.

## Ehrungen
- 1990 Premio Gonzalo Torrente Ballester für die Erzählungen „Todos los caminos“.
- 1992 Premio Sigfrido Radaelli für den Roman „Los bajos del temor“.

## Werke (Auswahl)
Erzählungen
- Coraje. Cuentos. 1971.
- Cuando leas esta carta. Cuentos. 1998.
- Leila. In: Erica Engler (Hrsg.): Elmilagrero. Erzählungen aus Südamerika. Dtv, München 2006, ISBN 3-423-09452-4.
- Ronda de los nerviosos. Cuentos. 2007.
- Todos los caminos. Cuentos. 1989.

Romane
- Abisinia. Novela. 1985.
- Amores sicilianos. Novela. 2004.
- Los bajos del temor. Novela. 1992.
- Das Drehbuch. Roman („La octava maravilla. Novela“). Edition Weitbrecht, Stuttgart 1983.
- El templo de la mujeres. Novela. 1996.
- Letzte Vorstellung. Roman („Últimos días de William Shakespeare. Novela“). Edition Weitbrecht, Stuttgart 1985, ISBN 3-522-70150-X.